# Ivan Bakrač
Ivan Bakrač (* 1987 in Nikšić) ist ein montenegrinischer Drehbuchautor und Filmregisseur.

## Leben
Ivan Bakrač wurde 1987 in Nikšić, im damaligen Jugoslawien und heute die zweitgrößte Stadt Montenegros, geboren. Nach dem Abitur am Gymnasium „Stojan Cerović“ schrieb er sich zum Studium an der Fakultät für Kunst und Design in Belgrad ein, das er mit einem Master in Filmregie abschloss.
Sein Film After the Winter wurde von Montenegro als Beitrag für die Oscarverleihung 2022 in der Kategorie Bester Internationaler Film eingereicht.

## Filmografie
- 2008: Progovori, da te vidim! (Kurzdokumentarfilm)
- 2011: Mala ali prava stvar (Kurzfilm)
- 2013: Ratovi (Kurzfilm)
- 2014: Koza ce nam postati siva (Kurzfilm)
- 2016: Males (Kurzfilm)
- 2018: Life After (Kurzfilm)
- 2021: After the Winter (Poslije zime)

## Auszeichnungen
Internationales Filmfestival Karlovy Vary
- 2021: Nominierung als Bester Film für den East of West Award (After the Winter)[2]